# أوليفيا هاريسون
أوليفيا هاريسون (بالإنجليزية: Olivia Harrison)‏ هي منتجة أسطوانات ومنتجة أفلام أمريكية وبريطانية ومكسيكية، ولدت في 18 مايو 1948 في لوس أنجلوس في الولايات المتحدة.

## وصلات خارجية
- أوليفيا هاريسون على موقع IMDb (الإنجليزية)
- أوليفيا هاريسون على موقع ألو سيني (الفرنسية)
- أوليفيا هاريسون على موقع ميوزك برينز (الإنجليزية)
- أوليفيا هاريسون على موقع أول موفي (الإنجليزية)
- أوليفيا هاريسون على موقع قاعدة بيانات الفيلم (الإنجليزية)
- أوليفيا هاريسون على موقع كينوبويسك (الروسية)